# Porumbel voiajor
Porumbelul voiajor (Columba livia domestica) este o varietate a porumbelului dresată pentru a se întoarce la porumbarul său de la foarte mari distanțe, transportând un mesaj sau o scrisoare, numită columbogramă, într-un tub inelar care este plasat pe unul dintre cele două picioare. Activitatea de reproducere, creștere și antrenament ale acestor porumbei se numește columbofilie.

## Caracteristici
Actualul porumbel voiajor este rezultat al încrucișării mai multor tipuri de porumbei, ale căror caracteristici principale sunt simțul orientării și morfotipul atletic. Se deosebesc de restul porumbeilor prin vioiciunea lor, viteza de zbor, penajul abundent și strălucitor, coada întotdeauna pliată, gâtul puternic implantat și drept și marea lor rezistență la oboseală. Au o greutate medie între 425 și 525 g pentru masculi și 300 și 480 g pentru femele.  Este capabil să străbată distanțe de la 700 la 1000 km într-o singură zi la viteze medii peste 90 km/h.

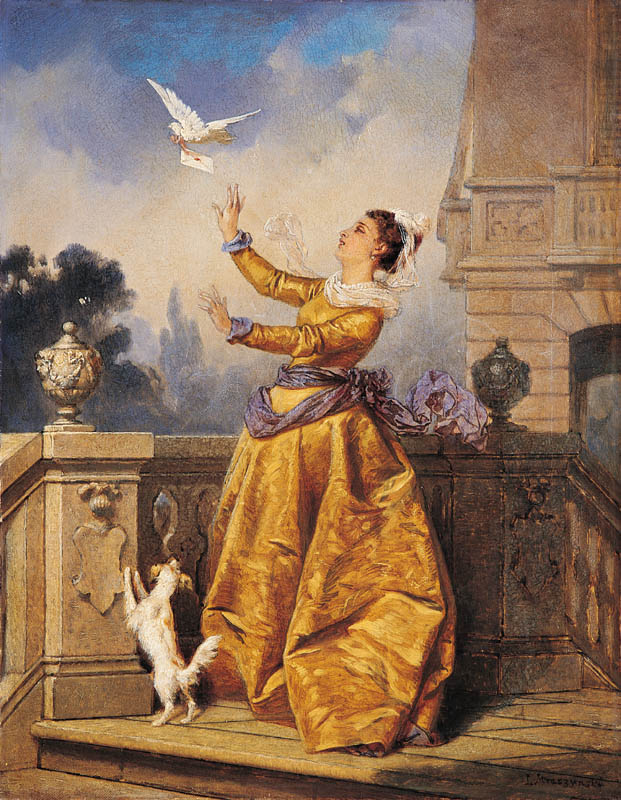
Mesagerul dragostei de Leonard Straszyński.

Porumbelul a fost adoptat de diferite culturi ca simbol pentru a transmite diferite emoții.  De exemplu, conform tradiției biblice, un porumbel,  prin reîntoarcerea lui la arcă cu o ramură de măslin în cioc, ar fi fost cel care i-ar fi adus lui Noe mesajul că apele, după Potop, s-ar fi retras, devenind astfel simbol al păcii.
Utilizarea porumbeilor ca mijloc de comunicare la distanță este cunoscută din Antichitate. Grecii transmiteau cetăților lor numele câștigătorilor Jocurilor Olimpice prin intermediul porumbeilor, iar legiunile romane aveau porumbare mobile care adăposteau mii și mii de exemplare. Se știe de exemplu, că au fost folosiți în timpul Asediului de la Modena de Marco Antonio în anul 43 î.Hr. Arabii și-au perfecționat utilizarea și i-au folosit, spre exemplu, în luptele lor împotriva cruciaților din Țara Sfântă pentru a afla informații despre mișcările lor. 

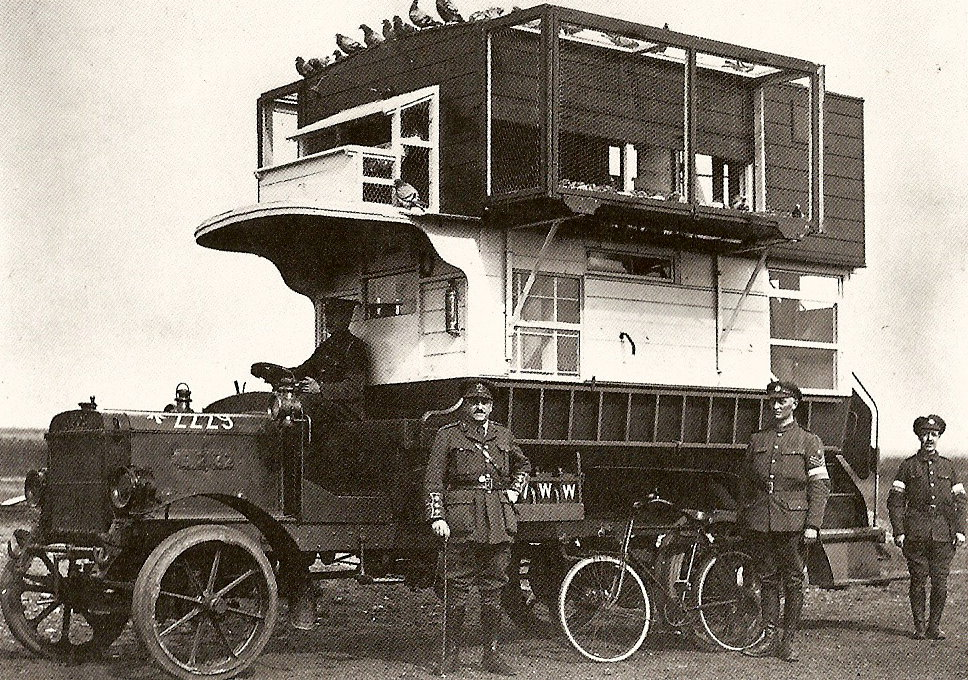
Autobuz de tip B din Londra, transformat într-un porumbar în uz în nordul Franței și al Belgiei,în timpul Primului război mondial.

Folosirea porumbeilor voiajori a devenit indispensabilă în războinica Europă a Epocii Moderne și există exemple de utilizare a acestora în război, ca în cazul asediilor de la Haarlem și Leiden între 1572 și 1574.Astfel, au apărut serviciile regulate de poștă prin intermediul porumbeilor voiajori, precum cei de la Reuters, și au fost emise timbre de utilizare exclusivă pentru aceste servicii.
Utilizarea porumbelului ca mijloc de comunicare a scăzut odată cu apariția telegrafiei fără fir. În prezent, utilizarea sa este aproape exclusiv sportivă, deși unele armate mențin unități specializate pentru cazurile de conflicte militare care ar putea duce la colapsarea telecomunicațiilor.
Teorii despre navigarea porumbelului voiajor exista, doar ca cea mai potrivita este cea in care porumbeii folosesc inclinatia magnetica a Terrei. Chiar daca teoria este foarte credibila, exista o posibilitate ridicata de a fi falsa. 
- Columbofilia
- Columba livia
- IP pe porumbeii voiajori
- Păsări pe timbre poștale
- Columbidae
- Navigația animală